# 潭城乡
潭城乡，是中华人民共和国江西省吉安市永丰县下辖的一个乡镇级行政单位。

## 行政区划
潭城乡下辖以下地区：
富山村、村前村、辋川村、西坑村、龙洲村、舍陂村、仙塘村、坤塘村、鸭田村和大湖村。